# Hélène Friederich
Pour les articles homonymes, voir Friederich.
Hélène Friederich est une coureuse cycliste française qui a détenu le record du monde non officiel de l'heure sur piste féminin en 1946

## Biographie
Née en Suisse en 1915 de parents français, elle joue au basket et fait de la natation. Elle débute le cyclisme en 1936.
Membre de l'A.S. Clémenceau et de la section gymnique de Nice-Sport, elle bat le record du monde de l'heure le 26 octobre 1946 sur la piste du Vigorelli à Milan en parcourant 37 km 038,,.